# China Three Gorges Corporation
El China Three Gorges Corporation (CTG, en xinès: 中国 长江 三峡 集团公司) és una companyia d'energia estatal xinesa, establerta el 27 de setembre de 1993. La companyia va ser responsable de la construcció de la Presa de les Tres Gorges, la central hidroelèctrica més gran del món, que va entrar en operació el 2008. Al setembre de 2002, CTGC va establir l'empresa filial China Yangtze Power, que es va fer càrrec de les operacions i la gestió de les preses de Gezhouba i les Tres Gorges.
CTG és una de les majors empreses d'energia del món, amb actius totals de 280,98 bilions de RMB (2009).
Al desembre de 2011, China Three Gorges Corporation va adquirir el 21,35% d'una entitat portuguesa, Energias de Portugal, per 2.690 milions d'euros.